# Elección del líder del Partido Democrático de Japón de 2011
La elección de 2011 del líder del Partido Democrático se celebró el 29 de agosto de 2011, Yoshihiko Noda es el triunfador del balotaje por el liderazgo del Partido Democrático de Japón.

## Resultados electorales
| Candidatos | Candidatos     | Partido                      | Votos |
| ---------- | -------------- | ---------------------------- | ----- |
|            | Yoshihiko Noda | Partido Democrático de Japón | 215   |
|            | Banri Kaieda   | Partido Democrático de Japón | 177   |
| Total      | Total          | Total                        | 392   |